# Volley Academy Sassuolo 2019-2020
Questa voce raccoglie le informazioni riguardanti la Volley Academy Sassuolo nelle competizioni ufficiali della stagione 2019-2020.

## Organigramma societario
Area direttiva
- Presidente: Carmelo Borruto

Area tecnica
- Allenatore: Enrico Barbolini
- Allenatore in seconda: Fabio Tisci

## Rosa
| N° | Nome               | Ruolo | Data di nascita   | Nazionalità sportiva |
| -- | ------------------ | ----- | ----------------- | -------------------- |
| 1  | Tatjana Fucka      | C     | 18 maggio 1999    | Italia               |
| 2  | Emma Falcone       | L     | 2 luglio 2001     | Italia               |
| 3  | Adhuoljok Malual   | O     | 14 novembre 2000  | Italia               |
| 5  | Aneta Zojzi        | S     | 23 maggio 2003    | Italia               |
| 6  | Rebeka Fucka       | C     | 18 maggio 1999    | Italia               |
| 7  | Martina Ghezzi     | S     | 20 agosto 2001    | Italia               |
| 8  | Ilaria Garzaro     | C     | 29 settembre 1986 | Italia               |
| 9  | Lea Cvetnić        | S     | 2 febbraio 1999   | Croazia              |
| 10 | Giulia Pincerato   | P     | 16 marzo 1987     | Italia               |
| 11 | Benedetta Mambelli | S     | 21 settembre 1995 | Italia               |
| 12 | Francesca Fava     | C     | 20 aprile 1998    | Italia               |
| 13 | Laura Pasquino     | P     | 9 gennaio 2002    | Italia               |
| 14 | Giulia Galletti    | P     | 4 giugno 1999     | Italia               |
| 15 | Serena Scognamillo | L     | 24 febbraio 2001  | Italia               |

## Risultati

### Serie A2

#### Regular season

##### Girone di andata
| 1ª giornata - 6 ottobre 2019 PalaPaganelli, Sassuolo                | Academy Sassuolo | 1 - 3 | Adolfo Consolini     | 20-25, 17-25, 25-20, 23-25        |
| 2ª giornata - 12 ottobre 2019 Centro Pavesi, Milano                 | Club Italia      | 2 - 3 | Academy Sassuolo     | 22-25, 25-19, 18-25, 25-23, 10-15 |
| 3ª giornata - 20 ottobre 2019 PalaPaganelli, Sassuolo               | Academy Sassuolo | 3 - 2 | Soverato             | 23-25, 25-15, 25-23, 21-25, 15-12 |
| 4ª giornata - 27 ottobre 2019 Geopalace, Olbia                      | Hermaea          | 2 - 3 | Academy Sassuolo     | 28-26, 25-20, 23-25, 12-25, 13-15 |
| 5ª giornata - 31 ottobre 2019 Palestra Magagni, Castelnuovo Rangone | Montale          | 3 - 0 | Academy Sassuolo     | 25-18, 25-21, 25-19               |
| 6ª giornata - 3 novembre 2019 PalaPaganelli, Sassuolo               | Academy Sassuolo | 0 - 3 | Talmassons           | 22-25, 18-25, 13-25               |
| 7ª giornata - 10 novembre 2019 PalaPaganelli, Sassuolo              | Academy Sassuolo | 3 - 1 | Libertas Martignacco | 25-21, 30-32, 25-23, 25-17        |
| 8ª giornata - 17 novembre 2019 Palazzetto dello sport, Pinerolo     | Pinerolo         | 3 - 0 | Academy Sassuolo     | 28-26, 25-19, 25-20               |
| 9ª giornata - 24 novembre 2019 PalaPaganelli, Sassuolo              | Academy Sassuolo | 3 - 2 | Cutrofiano           | 22-25, 25-19, 22-25, 25-19, 21-19 |

##### Girone di ritorno
| 10ª giornata - 1º dicembre 2019 Palazzetto dello sport, S. Giovanni in M. | Adolfo Consolini     | 3 - 0 | Academy Sassuolo | 25-21, 25-21, 25-18               |
| 11ª giornata - 8 dicembre 2019 PalaPaganelli, Sassuolo                    | Academy Sassuolo     | 2 - 3 | Club Italia      | 25-23, 22-25, 25-22, 23-25, 8-15  |
| 12ª giornata - 15 dicembre 2019 PalaScoppa, Soverato                      | Soverato             | 3 - 2 | Academy Sassuolo | 25-23, 25-15, 17-25, 22-25, 20-18 |
| 13ª giornata - 22 dicembre 2019 PalaPaganelli, Sassuolo                   | Academy Sassuolo     | 2 - 3 | Hermaea          | 20-25, 25-21, 25-12, 21-25, 9-15  |
| 14ª giornata - 26 dicembre 2019 PalaPaganelli, Sassuolo                   | Academy Sassuolo     | 0 - 3 | Montale          | 29-31, 22-25, 26-28               |
| 15ª giornata - 29 dicembre 2019 Palestra comunale, Talmassons             | Talmassons           | 3 - 1 | Academy Sassuolo | 19-25, 25-18, 25-20, 25-15        |
| 16ª giornata - 5 gennaio 2020 Palazzetto dello sport, Martignacco         | Libertas Martignacco | 3 - 0 | Academy Sassuolo | 25-20, 25-20, 25-22               |
| 17ª giornata - 12 gennaio 2020 PalaPaganelli, Sassuolo                    | Academy Sassuolo     | 1 - 3 | Pinerolo         | 25-16, 23-25, 19-25, 24-26        |
| 18ª giornata - 19 gennaio 2020 PalaCesari, Cutrofiano                     | Cutrofiano           | 3 - 1 | Academy Sassuolo | 25-22, 25-11, 20-25, 25-10        |

#### Pool salvezza

##### Girone di andata
| 1ª giornata - 9 febbraio 2020 PalaPaganelli, Sassuolo       | Academy Sassuolo    | 1 - 3 | Marsala          | 17-25, 25-14, 21-25, 22-25 |
| 2ª giornata - 16 febbraio 2020 PalaFontescodella, Macerata  | Helvia Recina       | 3 - 0 | Academy Sassuolo | 25-20, 25-9, 25-19         |
| 3ª giornata - 5 marzo 2020 PalaCollodi, Montecchio Maggiore | Montecchio Maggiore | 1 - 3 | Academy Sassuolo | 25-22, 23-25, 19-25, 19-25 |
| 4ª giornata - 18 marzo 2020 PalaPaganelli, Sassuolo         | Academy Sassuolo    | -     | Due Principati   | annullata                  |
| 5ª giornata - 8 marzo 2020 Honey Sport City, Roma           | Roma Club           | -     | Academy Sassuolo | annullata                  |

##### Girone di ritorno
| 6ª giornata - 15 marzo 2020 PalaBellina, Marsala                         | Marsala          | - | Academy Sassuolo    | annullata |
| 7ª giornata - 22 marzo 2020 PalaPaganelli, Sassuolo                      | Academy Sassuolo | - | Helvia Recina       | annullata |
| 8ª giornata - 29 marzo 2020 PalaPaganelli, Sassuolo                      | Academy Sassuolo | - | Montecchio Maggiore | annullata |
| 9ª giornata - 5 aprile 2020 Palazzetto Sant'Antonio, Pontecagnano Faiano | Due Principati   | - | Academy Sassuolo    | annullata |
| 10ª giornata - 11 aprile 2020 PalaPaganelli, Sassuolo                    | Academy Sassuolo | - | Roma Club           | annullata |

## Statistiche

### Statistiche di squadra
| Competizione | Punti | In casa | In casa | In casa | In trasferta | In trasferta | In trasferta | Totale | Totale | Totale |
| Competizione | Punti | G       | V       | P       | G            | V            | P            | G      | V      | P      |
| ------------ | ----- | ------- | ------- | ------- | ------------ | ------------ | ------------ | ------ | ------ | ------ |
| Serie A2     | 17    | 10      | 3       | 7       | 11           | 3            | 8            | 21     | 6      | 15     |
| Totale       | -     | 10      | 3       | 7       | 11           | 3            | 8            | 21     | 6      | 15     |

G = partite giocate; V = partite vinte; P = partite perse

### Statistiche dei giocatori
| Giocatore      | Serie A2 | Serie A2 | Serie A2 | Serie A2 | Serie A2 | Totale | Totale | Totale | Totale | Totale |
| Giocatore      | P        | PT       | AV       | MV       | BV       | P      | PT     | AV     | MV     | BV     |
| -------------- | -------- | -------- | -------- | -------- | -------- | ------ | ------ | ------ | ------ | ------ |
| L. Cvetnić     | 20       | 314      | ?        | ?        | ?        | 20     | 314    | ?      | ?      | ?      |
| E. Falcone     | 14       | 1        | ?        | ?        | ?        | 14     | 1      | ?      | ?      | ?      |
| F. Fava        | 20       | 143      | ?        | ?        | ?        | 20     | 143    | ?      | ?      | ?      |
| R. Fucka       | 19       | 105      | ?        | ?        | ?        | 19     | 105    | ?      | ?      | ?      |
| T. Fucka       | 8        | 8        | ?        | ?        | ?        | 8      | 8      | ?      | ?      | ?      |
| G. Galletti    | 3        | 9        | ?        | ?        | ?        | 3      | 9      | ?      | ?      | ?      |
| I. Garzaro     | 3        | 25       | ?        | ?        | ?        | 3      | 25     | ?      | ?      | ?      |
| M. Ghezzi      | 17       | 114      | ?        | ?        | ?        | 17     | 114    | ?      | ?      | ?      |
| A. Malual      | 20       | 333      | ?        | ?        | ?        | 20     | 333    | ?      | ?      | ?      |
| B. Mambelli    | 17       | 154      | ?        | ?        | ?        | 17     | 154    | ?      | ?      | ?      |
| L. Pasquino    | 9        | 13       | ?        | ?        | ?        | 9      | 13     | ?      | ?      | ?      |
| G. Pincerato   | 16       | 52       | ?        | ?        | ?        | 16     | 52     | ?      | ?      | ?      |
| S. Scognamillo | 20       | 0        | ?        | ?        | ?        | 20     | 0      | ?      | ?      | ?      |
| A. Zojzi       | 17       | 30       | ?        | ?        | ?        | 17     | 30     | ?      | ?      | ?      |

P = presenze; PT = punti totali; AV = attacchi vincenti; MV = muri vincenti; BV = battute vincenti